# Charles Petzold
Charles Petzold (* 2. února 1953 New Brunswick, New Jersey) je americký programátor, autor počítačových publikací o programování pod Microsoft Windows a držitel ocenění Microsoft Most Valuable Professional.
V roce 1975 promoval jako inženýr matematiky na Stevens Institute of Technology. Dále napsal knihy o programování ve Windows a také přispíval do mnoha počítačových magazínů, včetně do prvního prosincového čísla Microsoft System Journal roku 1986.
Jeho kniha Programing Windows (poprvé vydána Microsoft Press v roce 1988, nyní má 5. vydání) naučila celou generaci programátorů, jak psát aplikace pro Windows.
Za svůj podíl na úspěchu Microsoft Windows byl v květnu 1994 oceněn cenou Windows Pioneer. Tuto cenu udílel Windows Magazine a společnost Microsoft a obdrželo ji jen 7 lidí, z toho byl Petzold jediný spisovatel.
Po sedmileté známosti se 28. října 2007 oženil s Deirdrou Sinnott.

## Seznam děl
- .NET Book Zero (volně ke stažení, anglicky)
- Applications = Code+Markup
- Programming Microsoft Windows Forms
- Programming in the Key of C#
- Programming Microsoft Windows with Microsoft Visual Basic .NET
- Programming Microsoft Windows with C#
- Code: The Hidden Language of Computer Hardware and Software
- Programming Windows, Fifth Edition

### Starší knihy
- Programming Windows, 4th edition
- OS/2 Presentation Manager Programming
- Programming Windows, 3rd edition
- Programming Windows, 2nd edition.
- Programming the OS/2 Presentation Manager
- Programming Windows, 1st edition

#### Jednotlivé knihy
- Programming Windows, 1st edition – Programováni ve Windows 1.edice- legendární publikace o programování Win32 API, Computer Press Praha – 1999

Prodejní kód: KO265, ISBN 80-7226-206-8
1216 stran
V této „bibli Win32 programování“ autor popisuje od vytváření jednoduchých oken, přes tisk, grafický i textový výstup, rozhraní GDI, okna MDI, myš klávesnici, dialogy, ovládací prvky, zdroje (resource), internet, vlákna až po knihovny DDL.
- Code: The Hidden Language of Computer Hardware and Software – kniha byla vydána roku 1999 a zaměřuje se na designování a práci na počítači bez hlubších znalostí.

Webové stránky knihy, včetně korekcí

## Zajímavosti
- Petzold má na své paži vytetované logo Microsoft Windows.
- Za svou literární činnost je na seznamu nejvýznamnějších programátorů.